# Маршан, Батал-бей
Батал-бей Даруква-Ипа Маршан (абх. Баталбеи Дарыҟәа-иҧа Маршьан) — абхазский князь, штабс-капитан, сын князя Даруквы Хрипс-Ипа Маршан из Дала и убыхской княжны Гуапханаш Берзег.

## Биография
Второй из сыновей князя Даруквы Маршан. Изначально Батал-бей, как и его брат Химкораса (Ширин-бей), поддерживал владетеля Абхазии, управляемого русскими. Батал и Ширин всячески препятствовали своему младшему брату Шабату, и именно они помогли в 1837 году схватить его. После возвращения из ссылки Шабат вознамерился отомстить своим старшим братьям.
В 1840 году упоминается, что Батал-бей является сторонником своего брата Шабата. В письме военному министру А. И. Чернышёву говорится о том, что русское управление предпринимает все усилия для поимки мятежных братьев Батал-бея, Шабата и Эшсоу Маршан. После смерти Шабата в 1842 году вновь меняет сторону и уже всячески препятствует своему брату Эшсоу Маршан. Собирает в Цебельде народную милицию. В 1845 говорится, что Батал-бей занимает самые обширные земли в Цебельде и является влиятельнейшим среди ее жителей.
Умер в 1859 году, похоронен в селе Лата.